# Baya Beach
Baya Beach is een strand op Curaçao. Het grenst aan de Caracasbaai en ligt naast Fort Beekenburg op een schiereiland. Het was vroeger een bunkerhaven van Shell, wat nog te zien is aan de pieren en een enkele tank die is blijven staan.
Baya Beach · Blauwbaai · Daaibooi · Grote Knip · Jan Thielbaai* · Kleine Knip · Kokomo Beach · Playa Cas Abao* · Playa Fòrti · Playa Gipy · Playa Jeremi · Playa Kalki · Playa Kanoa · Playa Lagun · Playa Porto Marie · Playa Santa Cruz · Santa Barbara Beach* · Seaquarium Beach*

* privéstranden